# Nadörst
Nadörst is een buurtschap in Duitsland en ligt in de gemeente Norden in de Landkreis Aurich in Oost-Friesland in de deelstaat Nedersaksen.

## Afbeeldingen

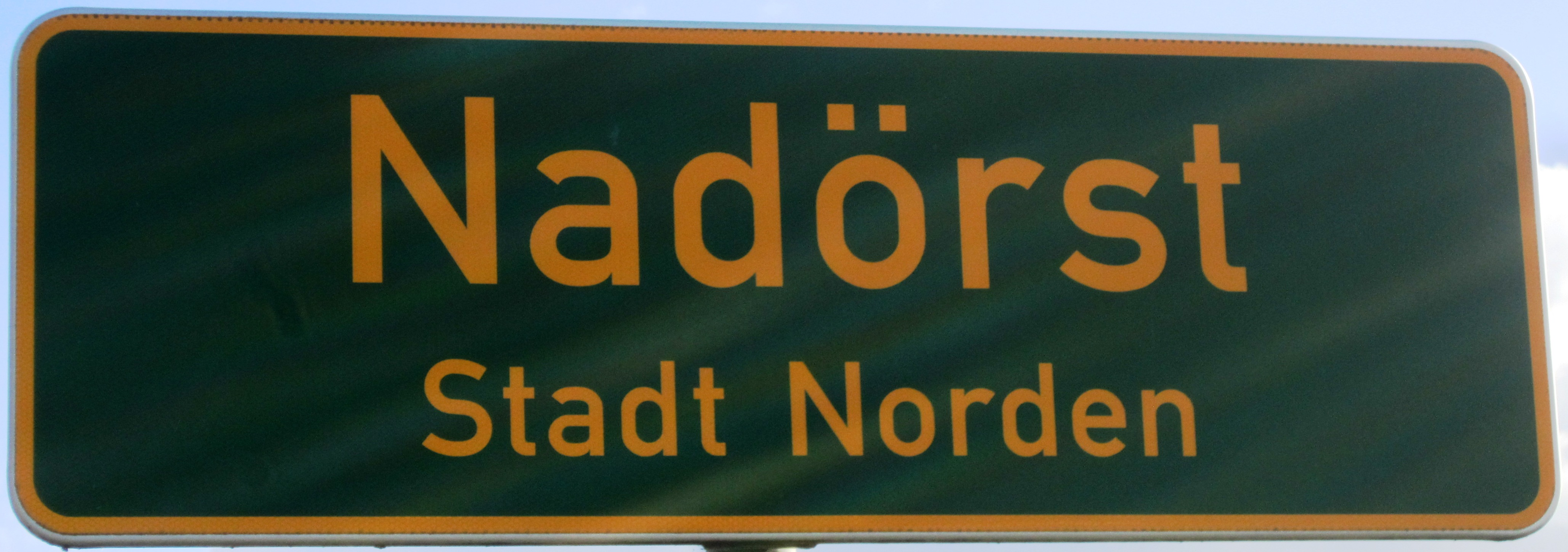
plaatsnaambord Nadörst